# Mukesh Ambani
Mukesh Ambani (Adén, 19 de abril de 1957) es un ingeniero y empresario indio. Es el presidente, director general y el mayor accionista de Reliance Industries, la mayor empresa india del sector privado y de la lista Fortune 500. Con un patrimonio neto de 123.4 mil millones de dólares en julio del 2024.
Su riqueza está valorada en 116 mil millones de dólares por la revista Forbes (2024), es la persona más rica de la India, es además la 11.º persona más rica del mundo.
Se desempeñó como presidente de la IIM-B, una institución universitaria de negocios, y fue elegido empresario de la India en 2007.

## Carrera
En 1981 comenzó a ayudar a su padre Dhirubhai Ambani a administrar su empresa familiar, Reliance Industries Limited. En ese momento, ya se había expandido, por lo que también se ocupaba de refinación y petroquímica . El negocio también incluyó productos y servicios en las industrias minorista y de telecomunicaciones. Reliance Retail Ltd., otra subsidiaria, es también el minorista más grande de India. Jio de Reliance se ha ganado un lugar entre los cinco primeros en los servicios de telecomunicaciones del país desde su lanzamiento público el 5 de septiembre de 2016.
A partir de 2016, Ambani ocupaba el puesto 36 y ha mantenido constantemente el título de la persona más rica de la India en la lista de la revista Forbes durante los últimos diez años. Es el único empresario indio en la lista de Forbes de las personas más poderosas del mundo. En octubre de 2020, Forbes clasificó a Mukesh Ambani como la sexta persona más rica del mundo. Superó a Jack Ma, presidente ejecutivo de Alibaba Group, para convertirse en la persona más rica de Asia con un patrimonio neto de $ 44,3 mil millones de dólares en julio de 2018. También es la persona más rica del mundo fuera de América del Norte y Europa. A partir de 2015, Ambani ocupó el quinto lugar entre los filántropos de la India, según el Instituto de Investigación Hurun de China. Fue nombrado director de Bank of America y se convirtió en el primer no estadounidense en formar parte de su directorio.
A través de Reliance, también es propietario de la franquicia de la Indian Premier League Mumbai Indians y es el fundador de la Indian Super League, una liga de fútbol de la India. En 2012, Forbes lo nombró uno de los propietarios de deportes más ricos del mundo.  Reside en el edificio Antilia , una de las residencias privadas más caras del mundo con un valor que alcanza los mil millones de dólares.

### Década de 1980 a 1990
En 1980, el gobierno indio de Indira Gandhi abrió la fabricación de PFY (hilo de filamentos de poliéster) al sector privado. Dhirubhai Ambani solicitó una licencia para establecer una planta de fabricación de PFY. Obtener la licencia fue un proceso prolongado que requirió una fuerte conexión dentro del sistema burocrático porque el gobierno, en ese momento, estaba restringiendo la fabricación a gran escala, haciendo imposible la importación de hilo para los textiles. A pesar de la dura competencia de Tata, los Birla y otros 43, Dhirubhai recibió la licencia, más comúnmente conocida como Licencia Raj. Para ayudarlo a construir la planta de PFY, Dhirubhai sacó a su hijo mayor de Stanford, donde estaba estudiando para su MBA, para trabajar con él en la empresa. Ambani no regresó a su programa universitario, liderando la integración hacia atrás de Reliance, donde las empresas son propietarias de sus proveedores para generar más ingresos y mejorar la eficiencia, en 1981 desde textiles hasta fibras de poliéster y más allá de los productos petroquímicos, de los que se fabricaban los hilos. Después de unirse a la compañía, reportó diariamente a Rasikbhai Meswani, entonces director ejecutivo. La empresa se estaba construyendo desde cero con el principio de que todos contribuyan al negocio y no dependan en gran medida de personas seleccionadas. Dhirubhai lo trató como un socio comercial que le permitió la libertad de contribuir incluso con poca experiencia. Este principio entró en juego después de la muerte de Rasikbhai en 1985 junto con Dhirubhai sufriendo un derrame cerebral en 1986 cuando toda la responsabilidad pasó a Ambani y su hermano. Mukesh Ambani creó Reliance Infocomm Limited (ahora Reliance Communications Limited ), que se centró en iniciativas de tecnología de la información y las comunicaciones. A la edad de 24 años, Ambani se hizo cargo de la construcción de la planta petroquímica de Patalganga cuando la empresa realizaba fuertes inversiones en refinerías de petróleo y petroquímicos.

### 2000-presente
El 6 de julio de 2002, el padre de Mukesh murió después de sufrir un segundo derrame cerebral, que elevó las tensiones entre los hermanos ya que Dhirubhai no había dejado un testamento para la distribución del imperio en 2004. Su madre intervino para detener la disputa. dividiendo la empresa en dos, Ambani recibe el control de Reliance Industries Limited e Indian Petrochemicals Corporation Limited, que luego fue aprobada por el Tribunal Superior de Bombay en diciembre de 2005.
Ambani dirigió y dirigió la creación de la refinería de petróleo de base más grande del mundo en Jamnagar, India, que tenía la capacidad de producir 660.000 barriles por día (33 millones de toneladas por año) en 2010, integrada con petroquímicos, generación de energía, puertos e infraestructura relacionada. En diciembre de 2013, Ambani anunció, en la Cumbre Progresiva de Punjab en Mohali, la posibilidad de una "empresa colaborativa" con Bharti Airtel para establecer una infraestructura digital para la red 4G en India.  El 18 de junio de 2014, Mukesh Ambani, al dirigirse a la 40.ª AGM de Reliance Industries, dijo que invertirá 1,8 billones de rupias (a pequeña escala ) en las empresas en los próximos tres años y lanzará servicios de banda ancha 4G en 2015.
Ambani fue elegido miembro de la Academia Nacional de Ingeniería en 2016 por su liderazgo en ingeniería y negocios en refinerías de petróleo, productos petroquímicos e industrias relacionadas. En febrero de 2016, Jio, liderado por Ambani, lanzó su propia marca de teléfonos inteligentes 4G llamada LYF. En junio de 2016, era la tercera marca de teléfonos móviles más vendida de la India. El lanzamiento del servicio Reliance Jio Infocomm Limited, comúnmente conocido como Jio, en septiembre de 2016 fue un éxito, y las acciones de Reliance aumentaron. Durante la 40.ª reunión general anual de RIL, anunció acciones de bonificación en una proporción de 1:1, que es la emisión de bonificación más grande del país en la India, y anunció el teléfono Jioa un precio efectivo de ₹ 0. En febrero de 2018, el "Índice Robin Hood" de Bloomberg estimó que la riqueza personal de Ambani era suficiente para financiar las operaciones del gobierno federal indio durante 20 días.
En febrero de 2014, se presentó un Primer Informe Informativo (FIR) en el que se alegaba delitos contra Mukesh Ambani por presuntas irregularidades en el precio del gas natural de la Cuenca de Krishna-Godavari (KG). Arvind Kejriwal , quien tuvo un breve período como primer ministro de Delhi y había ordenado la FIR, ha acusado a varios partidos políticos de guardar silencio sobre el tema del precio del gas. Kejriwal ha pedido a Rahul Gandhi y Narendra Modi que aclaren su posición sobre el tema del precio del gas. Kejriwal ha alegado que el Centro permitió que el precio del gas se inflara a ocho dólares por unidad, aunque la empresa de Mukesh Ambani gasta solo un dólar para producir una unidad, lo que significó una pérdida de Rs . 540 mil millones al país anualmente.

## Vida personal
Se encuentra casado con Nita Ambani y tiene 3 hijos. Su residencia Ambani (Antilia) es una de las casas más ricas del mundo. Con 37 mil metros cuadrados de terreno podría valer más de 1000 millones de dólares, según la prensa. Está situada en Bombay, en la Calle Altamount, cuenta con 27 pisos aunque al tener pisos dobles y triples su aspecto es de aproximadamente 40 plantas. La propiedad de los Ambani tiene un estacionamiento de varios pisos, helipuertos, un salón del baile, un teatro, diferentes jardines, una gran biblioteca, grandes comedores, una habitación de nieve y otra habitación para la oración. Está construida por artesanos indios con materiales como maderas raras, madreperla, mármol, y cristal.